# Xã Walker, Quận Anderson, Kansas
Xã Walker (tiếng Anh: Walker Township) là một xã thuộc quận Anderson, tiểu bang Kansas, Hoa Kỳ. Năm 2010, dân số của xã này là 668 người.